# Oscar 1929
A primeira cerimônia do Oscar (no original: First Academy Awards), apresentada pela Academia de Artes e Ciências Cinematográficas (AMPAS), homenageou os melhores filmes de 1927 e 1928. Aconteceu em 16 de maio de 1929 em um jantar privado realizado no Hollywood Roosevelt Hotel, em Los Angeles, Califórnia. O presidente da AMPAS, Douglas Fairbanks, apresentou o show. Com os ingressos custando cinco dólares, 270 pessoas participaram do evento, que teve duração de quinze minutos. Os prêmios foram criados por Louis B. Mayer, fundador da Mayer Pictures Corporation (atualmente incorporada pela Metro-Goldwyn-Mayer). Esta é a única cerimônia do Oscar a não ser transmitida tanto no rádio como na televisão.
Durante a cerimônia, a AMPAS premiou doze categorias com o Oscar. Os vencedores foram anunciados três meses antes do evento ao vivo. Algumas nomeações foram anunciadas sem referência a um filme específico, como Ralph Hammeras e Nugent Slaughter, que receberam indicações na categoria extinta de engenharia de efeitos. Ao contrário das cerimônias posteriores, um ator ou diretor podia ser premiado por vários trabalhos dentro de um ano. Emil Jannings, por exemplo, ganhou a categoria de melhor ator por seu trabalho tanto em The Way of All Flesh e The Last Command. Além disso, Charlie Chaplin e Warner Brothers receberam um prêmio honorário cada.
Os principais vencedores na cerimônia foram 7th Heaven e Sunrise: A Song of Two Humans, que ganharam três Óscares, além de Wings, vencedor de duas categorias. Entre as conquistas, Sunrise ganhou o prêmio de melhor qualidade artística de produção e Wings conquistou o prêmio de melhor filme. Estas duas categorias na época eram vistas como as principais, pois eram destinadas a homenagear os aspectos mais importantes de uma produção cinematográfica superior. No ano seguinte, a Academia deixou de entregar o prêmio de melhor qualidade artística de produção e decidiu retroativamente que o prêmio ganho por Wings foi a maior honra concedida naquela noite.

## Antecedentes
Em 1927, a Academia de Artes e Ciências Cinematográficas (AMPAS) foi criada por Louis B. Mayer, fundador da Louis B. Mayer Pictures Corporation, que então iria se juntar à Metro-Goldwyn-Mayer (MGM). O propósito de Mayer na criação do prêmio foi de unir os cinco ramos da indústria cinematográfica, incluindo atores, diretores, produtores, técnicos e escritores. Mayer comentou sobre a criação dos prêmios dizendo: "Descobri que a melhor maneira de lidar [com cineastas] era entregando medalhas para todos eles [...] Se eu lhes desse taças e prêmios eles se matariam para produzir o que eu queria. Então, eu criei o Oscar". Mayer pediu a Cedric Gibbons, diretor de arte da MGM, para projetar um troféu para o Oscar. Os nomeados foram notificados através de um telegrama em fevereiro de 1928. Em agosto do mesmo ano, Mayer contatou o Conselho Central de Juízes da Academia para decidir os vencedores. No entanto, de acordo com com o diretor americano King Vidor, a votação para o melhor filme estava nas mãos dos fundadores da AMPAS, Douglas Fairbanks, Sid Grauman, Mayer, Mary Pickford e Joseph Schenck.

## Cerimônia
A cerimônia foi realizada em 16 de maio de 1929, no Hollywood Roosevelt Hotel, localizado em Los Angeles, Califórnia. Ela consistiu de um jantar privado com 36 mesas de banquete, onde 270 pessoas participaram; os ingressos custavam cinco dólares (equivalente a US$ 68,91 em 2016). Atores e atrizes chegaram no hotel em veículos de luxo, onde muitos fãs compareceram para incentivar as celebridades. A cerimônia não foi transmitida pela rádio ou televisão, e foi organizada pelo diretor da AMPAS, Douglas Fairbanks. O evento teve duração de quinze minutos.

## Vencedores e indicados
Os vencedores foram anunciados três meses antes da cerimônia. Os vencedores incluíam: Emil Jannings, o primeiro ganhador do prêmio de melhor ator (The Way of All Flesh e The Last Command); Janet Gaynor para melhor atriz (7th Heaven, Street Angel e Sunrise: A Song of Two Humans); Frank Borzage para melhor diretor, drama (7th Heaven); Lewis Milestone para melhor diretor, comédia (Two Arabian Knights); e Wings para melhor filme (o mais caro de seu tempo). Também foram entregues dois prêmios especiais: um a Charlie Chaplin, candidato múltiplo para um filme (melhor ator, melhor roteirista e melhor diretor, comédia em The Circus), que foi removido das listas, de forma a reconhecer a sua contribuição total para a indústria;  e outro para a Warner Brothers, pelo pioneirismo em filmes sonoros (The Jazz Singer). Três categorias foram eliminadas de cerimônias subsequentes: engenharia de efeitos, melhor título e de melhor qualidade artística de produção. As maiores produtoras de filmes receberam o maior número de prêmios: Fox Films Corporation, MGM, Paramount Pictures, Radio-Keith-Orpheum e Warner Brothers Production.

### Prêmios
Indica o ganhador dentro de cada categoria.
| Melhor filme Lucien Hubbard da Paramount Pictures – Wings - Howard Hughes da The Caddo Company – The Racket - William Fox da Fox Film Corporation – 7th Heaven                           | Melhor qualidade artística de produção William Fox da Fox Film Corporation – Sunrise: A Song of Two Humans - Merian C. Cooper e Ernest B. Schoedsack da Paramount Pictures – Chang: A Drama of the Wilderness - Irving Thalberg da MGM – The Crowd |
| Melhor diretor, filme de comédia Lewis Milestone – Two Arabian Knights - Ted Wilde – Speedy                                                                                              | Melhor diretor, filme de drama Frank Borzage – 7th Heaven - Herbert Brenon – Sorrell and Son - King Vidor – The Crowd |
| Melhor ator em um papel principal Emil Jannings – The Last Command e The Way of All Flesh - Richard Barthelmess – The Noose e The Patent Leather Kid                                     | Melhor atriz em um papel principal Janet Gaynor – 7th Heaven, Street Angel e Sunrise: A Song of Two Humans - Louise Dresser – A Ship Comes In - Gloria Swanson – Sadie Thompson                                                                    |
| Melhor roteiro original Underworld – Ben Hecht - The Last Command – Lajos Bíró | Melhor roteiro adaptado 7th Heaven – Benjamin Glazer - Glorious Betsy – Anthony Coldeway - The Jazz Singer – Alfred A. Cohn |
| Melhor cinematografia Sunrise: A Song of Two Humans – Charles Rosher e Karl Struss - The Devil Dancer – George Barnes - The Magic Flame – George Barnes - Sadie Thompson – George Barnes | Melhor direção de arte The Dove e Tempest – William Cameron Menzies - 7th Heaven – Harry Oliver - Sunrise: A Song of Two Humans – Rochus Gliese |
| Melhor engenharia de efeitos Wings – Roy Pomeroy - (sem filme específico) – Ralph Hammeras - (sem filme específico) – Nugent Slaughter                                                   | Melhor título The Red Mill – Joseph Farnham - The Magic Flame – George Marion, Jr. - The Private Life of Helen of Troy – Gerald Duffy |

### Prêmios honorários
- Charlie Chaplin
  - "Pela versatilidade e genialidade em atuar, escrever, dirigir e produzir The Circus".[3]
- Warner Brothers Production
  - "Pela produção de The Jazz Singer, excelente pioneiro em filme sonoro, que revolucionou a indústria".[3]

### Várias indicações e prêmios
| Indicações | Filme                         |
| ---------- | ----------------------------- |
| 5          | 7th Heaven                    |
| 4          | Sunrise: A Song of Two Humans |
| 2          | The Crowd                     |
| 2          | The Last Command              |
| 2          | The Magic Flame               |
| 2          | Sadie Thompson                |
| 2          | Wings                         |

| Prêmios | Filme                         |
| ------- | ----------------------------- |
| 3       | 7th Heaven                    |
| 3       | Sunrise: A Song of Two Humans |
| 2       | Wings                         |

## Galeria dos vencedores
Vencedores do Oscar de 1929
- Wings é considerado pela mídia como o primeiro filme a ganhar o Oscar de melhor filme. Também ganhou o prêmio de melhor engenharia de efeitos[1]
- Lewis Milestone, melhor diretor, filme de comédia
- Frank Borzage, melhor diretor, filme de drama
- Emil Jannings, melhor ator
- Janet Gaynor, melhor atriz
- Charles Chaplin, prêmio honorário
- Warner Brothers Prodution, prêmio honorário. Na imagem o First National Studios, Burbank, c. 1928.